# تاونسند إف. دود
تاونسند إف. دود (بالإنجليزية: Townsend F. Dodd)‏ هو طيار أمريكي، ولد في 6 مارس 1886 في آنا في الولايات المتحدة، وتوفي في 5 أكتوبر 1919 في Bustleton, Philadelphia ‏ في الولايات المتحدة.